# Kaple svaté Anny (Nová Ves v Orlických horách)
Kaple svaté Anny je římskokatolická obecní kaple v Nové Vsi, místní části obce Bartošovice v Orlických horách. Náleží do farnosti Neratov.

## Poloha
Kaple je situována při silnici II/311.

## Bohoslužby
Pravidelné bohoslužby se v kapli nekonají.